# Галовий провулок (Житомир)
Галовий провулок — провулок в Богунському районі Житомира.

## Розташування
Розташований на Мальованці, на теренах Закам'янки. Бере початок від 2-го Західного провулка. Завершується виходом до вулиці Героїв Пожежників.

## Історія
Провулок почав формуватися після Другої світової війни на вільних від забудови землях, відомих як урочище Галове — заболочена місцевість, в центрі якої розташоване Галове озеро.
Станом на 1968 рік сформувалася забудова початку провулка (садиби № 3, 5, 7).
У 1990-х — 2000-х роках у провулку продовжилася забудова двоповерховими житловими будинками котеджного типу. У 1996 році отримав чинну назву.